# Mitsuko Tottori
Mitsuko Tottori (31 de diciembre de 1964) es una directiva japonesa, y la primera mujer en llegar a ser presidenta de la aerolínea Japan Airlines, un hecho inusual en Japón.

## Trayectoria
Mitsuko Tottori se incorporó a Japan Airlines en calidad de azafata en 1985.Cuatro meses después de que comenzara su carrera en la aerolínea, esta sufrió su peor desastre hasta la fecha, en el que murieron hasta 500 personas, y tan solo cuatro sobrevivieron. Tottori explicó que este accidente quedó grabado en su mente, razón por la cual la seguridad ha sido siempre su prioridad.
Tottori ha desempeñado funciones que han contribuido a dar forma a las políticas de seguridad de la compañía. Trabajó como azafata más de 20 años antes de llegar a ser directora. Supervisó la división de seguridad en cabina de la aerolínea. Más adelante, también dirigió departamentos como el de auxiliares de vuelo y atención al cliente, e incluso estuvo a cargo de la comunicación de la marca. Fue directora del departamento de seguridad en cabina de la aerolínea de 2013 a 2015 y vicepresidenta del mismo departamento de 2019 a 2020.
En 2020, como vicepresidenta senior de asistentes de cabina, trabajó en favor de la adscripción de asistentes de cabina de la aerolínea a municipios y otras empresas durante la pandemia de Covid-19, periodo durante el que la industria aérea tuvo que enfrentarse a condiciones comerciales adversas.
Tottori fue anunciada como la primera mujer presidenta de la compañía en sus siete décadas de historia, sucediendo en el cargo a Yuji Akasaka el 1 de abril de 2024. Será también la primera persona en ocupar el cargo que tiene experiencia como asistente de cabina.